# My Own Way Home
My Own Way Home (Mi propio camino a casa) es el segundo álbum de estudio de la cantante española Beth, el primero en inglés después de su debut Otra realidad, cantado íntegramente en castellano (aunque la propia Beth ha confesado en contadas ocasiones que, para ella, éste es como si fuera su primer álbum, ya que «fue grabado con más calma y con todos los ingredientes que ella quería»). En este trabajo Beth se aleja del sonido pop comercial que caracterizó su primer disco para acercarse más a un estilo pop-rock y folk con toques americanos, en el que predominan los acordes de la guitarra acústica y las percusiones. Alanis Morissette o Tori Amos fueron dos de sus grandes referentes a la hora de conformar este álbum. 
My Own Way Home salió a la venta en España el 10 de octubre de 2006. Curiosamente se lanzó un mes antes en Reino Unido, siendo el primer disco que la cantante catalana publica en dicho país. En su primera semana entró en el puesto número 57 de los cien discos más vendidos en España, su peor entrada hasta la fecha. Para finales de 2006, el disco ya estaba fuera de las listas españolas. El primer sencillo elegido para promocionar este trabajo fue «Rain on me», una canción pegadiza y enérgica con grandes dosis de influencias británicas, a la que le siguió «All these things», un tema de gran intensidad donde predomina la fuerza de las guitarras eléctricas. Todas las canciones de My Own Way Home están cantadas en inglés salvo dos que están en castellano: «Hacerte feliz» y «A veces». Está incluida, además, «Súria», una pista oculta en la última canción de la edición estándar, cantada en catalán.

## Lista de canciones
Edición estándar

| N.º | Título             | Duración |  |
| 1.  | «Lullaby»          | 2:28     |  |
| 2.  | «Rain on me»       | 3:06     |  |
| 3.  | «Deep inside»      | 2:56     |  |
| 4.  | «All these things» | 3:56     |  |
| 5.  | «Hacerte feliz»    | 4:23     |  |
| 6.  | «Angel»            | 3:46     |  |
| 7.  | «Home»             | 3:48     |  |
| 8.  | «Sad song»         | 3:03     |  |
| 9.  | «Mama»             | 4:16     |  |
| 10. | «Strange world»    | 3:32     |  |
| 11. | «A veces»          | 10:21    |  |

Edición iTunes

| N.º | Título                              | Duración |  |
| 12. | «Rain on me (Versión acústica)»     | 3:11     |  |
| 13. | «Hacerte feliz (Versión acústica)»  | 4:24     |  |
| 14. | «Lazy afternoon (Versión acústica)» | 2:33     |  |

## Posiciones y certificaciones

### Semanales
| País   | Ranking         | Primera semana | Posición de ingreso | Mejor posición | Semanas en la mejor posición | Semanas en el ranking | Última semana |
| ------ | --------------- | -------------- | ------------------- | -------------- | ---------------------------- | --------------------- | ------------- |
| Europa |                 |                |                     |                |                              |                       |               |
| España | Top 100 álbumes | 57             | 57                  | 57             | 1                            | 2                     | 71            |

### Copias y certificaciones
| País   | Proveedor  | Año | Certificación | Copias certificadas (según IFPI) |
| Europa |            |     |               |                                  |
| España | Promusicae | -   | -             | -                                |